# أسماك المنجم
أسماك المنجم (الاسم العلمي: Uranoscopidae)، فصيلة أسماك من رتبة الأسماك الرملية. يتميز أنواع الفصيلة بمتلاكها أعيون فوق الرأس (ومن هنا جاءت تسميتها). تضم االفصيلة قرابة 51 نوعًا (واحد منقرض) في ثمانية أجناس، جميعها بحرية وتوجد في جميع أنحاء العالم في المياه المالحة الضحلة والعميقة.